# 冪零元
数学において、環 R の元 x はある正の整数 n が存在して xn = 0 となるときに冪零元（べきれいげん、英: nilpotent element）という。
冪零 (nilpotent) という言葉は、ベンジャミン・パースによって、多元環の元のある冪が 0 になるという文脈で1870年頃に導入された。

## 例
- この定義は特に正方行列に対して適用することができる。行列

{\displaystyle A={\begin{pmatrix}0&1&0\\0&0&1\\0&0&0\end{pmatrix}}}
は A3 = 0 なのでベキ零である。より多くの情報は冪零行列を見よ。
- 剰余環 Z/9Z において、3 の同値類は冪零である、なぜならば 32 は 9 を法として 0 と合同だからである。

- （非可換）環 R の二元 a, b が ab = 0 を満たすとする。このとき元 c = ba は c2 = (ba)2 = b(ab)a = 0 なので冪零である。行列での例は（a, b に対して）

{\displaystyle A={\begin{pmatrix}0&1\\0&1\end{pmatrix}},\;\;B={\begin{pmatrix}0&1\\0&0\end{pmatrix}}.}
このとき AB = 0, BA = B である。
- 分解型四元数（英語版） の環は冪零元の 錐 を含む。

## 性質
（唯一の元 0 = 1 をもつ零環 {0} を除いて）冪零元は決して単元ではない。すべての 0 でない冪零元は零因子である。
体係数の n 次正方行列 A が冪零であることとその固有多項式が tn であることは同値である。
x が冪零であれば、1 − x は単元である、なぜならば xn = 0 によって
{\displaystyle (1-x)(1+x+x^{2}+\cdots +x^{n-1})=1-x^{n}=1.\ }
であるからだ。より一般に、単元 u とベキ零元 x の和 u + x はそれらが交換する（すなわち ux = xu である）ときには冪零である。

## 可換環
可換環 {\displaystyle R} のベキ零元全体はイデアル {\displaystyle {\mathfrak {N}}} をなす。これは二項定理の結果である。このイデアルは環の冪零根基である。可換環のすべての冪零元 {\displaystyle x} はその環のすべての素イデアル {\displaystyle {\mathfrak {p}}} に含まれる、なぜならば {\displaystyle x^{n}=0\in {\mathfrak {p}}} だからだ。したがって {\displaystyle {\mathfrak {N}}} はすべての素イデアルの共通部分に含まれる。
{\displaystyle x} が冪零でなければ、{\displaystyle x} の冪によって局所化することができる。つまり、{\displaystyle S=\{1,x,x^{2},...\}} によって局所化して零でない環 {\displaystyle S^{-1}R} を得る。この局所化環の素イデアルはちょうど {\displaystyle {\mathfrak {p}}\cap S=\emptyset } であるような素イデアル {\displaystyle {\mathfrak {p}}} と対応する
。すべての零でない可換環は極大イデアルをもちそれは素イデアルでもあるので、どの冪零でない {\displaystyle x} もある素イデアルに含まれない。したがって {\displaystyle {\mathfrak {N}}} はちょうどすべての素イデアルの共通部分である。
ジャコブソン根基と単純加群の零化 (annihilation) の特徴づけに似た特徴づけが冪零根基に対してもできる。環 R の冪零元はちょうど環 R に internal なすべての整域（すなわち素イデアル I に対して R/I の形のもの）を零化する元である。このことは冪零根基はすべての素イデアルの共通部分であるという事実から従う。

## リー環の冪零元
{\displaystyle {\mathfrak {g}}} をリー環とする。このとき {\displaystyle {\mathfrak {g}}} の元は {\displaystyle [{\mathfrak {g}},{\mathfrak {g}}]} に入っていて {\displaystyle \operatorname {ad} x} が冪零変換であるときに冪零であるという。リー環におけるジョルダン分解 も参照せよ。

## 物理学における冪零性
Q2 = 0 を満たすオペランド Q は冪零である。フェルミオンの場の経路積分表現を許すグラスマン数は、その平方が消えるので、冪零である。BRST 電荷 は物理学における重要な例である。
線型演算子は結合多元環従って環をなすので、これは初めの定義の特別な場合である。より一般に、上記の定義の観点から、演算子 Q は n∈N が存在して Qn = 0 （零写像）であるときに冪零である。したがって、線型写像が冪零であることとそれがある基底で冪零行列をもつことは同値である。これの別の例は外微分である（再び n = 2 である）。エドワード・ウィッテンによって有名な論文で示されているように、超対称性とモース理論も通して、両者は繋がっている。 
ソースのない平面波の電磁場は、物理的空間の代数学の言葉で表現されるとき、冪零である。

## 代数的冪零元
2次元の二重数は冪零空間を含む。冪零空間を含む多元環や数としては他に 分解型四元数 (coquaternions)、分解型八元数、双四元数 {\displaystyle \mathbb {C} \otimes \mathbb {H} }、そして複素八元数 {\displaystyle \mathbb {C} \otimes \mathbb {O} } がある。